# Ghala Valley Golf Club
De Ghala Valley Golf Club is de oudste golfclub van Oman.
De club werd in 1971 opgericht als de Ghallah Wentworth Golf Club. De baan is aangelegd op een drooggevallen rivierbedding, aan de voet van het Hadjargebergte. Aanvankelijk waren er bruine greens (van zand en olie), naar ontwerp van Bill Longmuir. In 2010 werd besloten om groene greens aan te leggen: de eerste negen holes werden in 2010 gedaan, de andere negen holes in 2012. De clubnaam veranderde in Ghala Golf Club, maar wordt nu Ghala Valley genoemd.
Sinds de oprichting van de golfbaan werden hier de nationale kampioenschappen van Oman gehouden. In de jaren 10 van de 21e eeuw werd er enkele malen een toernooi van de MENA Tour gespeeld.
De baan wordt vanwege de ligging in een smalle rivierbedding beschouwd als een uitdaging die precisie vereist.